# 安燊
安燊（1823年—1889年），字東雲，号韡軒，常州府金匮县（今江苏省无锡市）人。清朝官员、书法家、篆刻家，擅长铁线篆，著有《韡軒诗稿》。

## 简介
安燊生于道光三年九月初七日，卒于光緒十五年五月十三日。为明末东林党领袖安希范后裔。咸丰十一年（1861年），获五品衔，世袭恩骑尉。

## 家庭
曾祖父，安经传，清朝文学家。祖父，安吉，乾隆年间举人、诗人、音乐家。父亲，安念祖，清朝音乐家。与同时代画家、诗人安朝标为堂兄弟。